# Rechthoek

rechthoek

Een rechthoek is een meetkundig figuur in het platte vlak met vier zijden en vier rechte hoeken. Twee overliggende zijden zijn even lang. Een vierkant is een rechthoek, waarvan alle zijden even lang zijn.
Rechthoeken vormen de zijvlakken van een balk. Zijn alle zijvlakken gelijk, dan heet het lichaam een kubus, en zijn alle zijvlakken vierkanten.

## Eigenschappen
- De oppervlakte van de rechthoek wordt als volgt berekend:

oppervlak = lengte × breedte
- De omtrek van de rechthoek wordt als volgt berekend:

omtrek = 2 × (lengte + breedte)
- De beide diagonalen van een rechthoek zijn even lang. Dat blijkt uit de stelling van Pythagoras en het feit dat twee overliggende zijden even lang zijn.
- De vier hoekpunten van een rechthoek liggen op de omgeschreven cirkel van die rechthoek en een rechthoek is daarom een koordenvierhoek.
- Elk van de diagonalen is een middellijn van de omgeschreven cirkel en zij snijden elkaar daarom in het midden, in het zwaartepunt van de rechthoek.
- De symmetriegroep van een rechthoek is net als die van een ruit, als die geen vierkant is, de dihedrale groep {\displaystyle D_{2}} van orde 4, met als abstracte structuur de viergroep van Klein:
  - Een rechthoek die geen vierkant is, heeft twee symmetrieassen: de loodlijnen door het midden van de zijden.
  - Een rechthoek is puntsymmetrisch.
- Een rechthoek is een speciaal geval van een parallellogram en een trapezium, die op hun beurt beide weer een convexe vierhoek zijn.

## Voorbeelden
Veelal rechthoekig, maar soms met afgeronde hoeken, zijn:
- een vel papier (bijvoorbeeld schrijf- en printpapier, een poster en de bladen van een krant, tijdschrift en boek)
- een tafel- en bureaublad
- een raam en een deur
- een beeldscherm
- een smartphone

## Relatie ten opzichte van andere figuren
- De middelpunten van de ingeschreven cirkels van de vier driehoeken die door de zijden en de diagonalen van een koordenvierhoek worden gevormd vormen volgens de Japanse stelling voor koordenvierhoeken een rechthoek.
- Rechthoek en ruit zijn in zekere zin elkaars "duale veelhoek". De middens van de zijden van een rechthoek vormen een ruit, en de middens van de zijden van die ruit vormen een rechthoek die gelijkvormig is met de eerstgenoemde rechthoek, en analoog als begonnen wordt met een ruit. Bovendien geldt:

| rechthoek | ruit |
| --- | --- |
| Alle hoeken zijn even groot.                                                                                           | Alle zijden zijn even lang.                                                                              |
| Overliggende zijden zijn even lang.                                                                                    | Overliggende hoeken zijn even groot                                                                      |
| Het midden van een rechthoek ligt even ver van de vier hoekpunten. Een rechthoek heeft daarom een omgeschreven cirkel. | Het midden van een ruit ligt even ver van de vier zijden. Een ruit heeft daarom een ingeschreven cirkel. |
| De twee symmetrieassen gaan beide door de middens van twee overliggende zijden.                                        | De twee symmetrieassen gaan beide door de middens van twee overliggende hoekpunten.                      |
| De diagonalen zijn even lang.                                                                                          | De diagonalen snijden elkaar in een rechte hoek.                                                         |